# Maggie Q

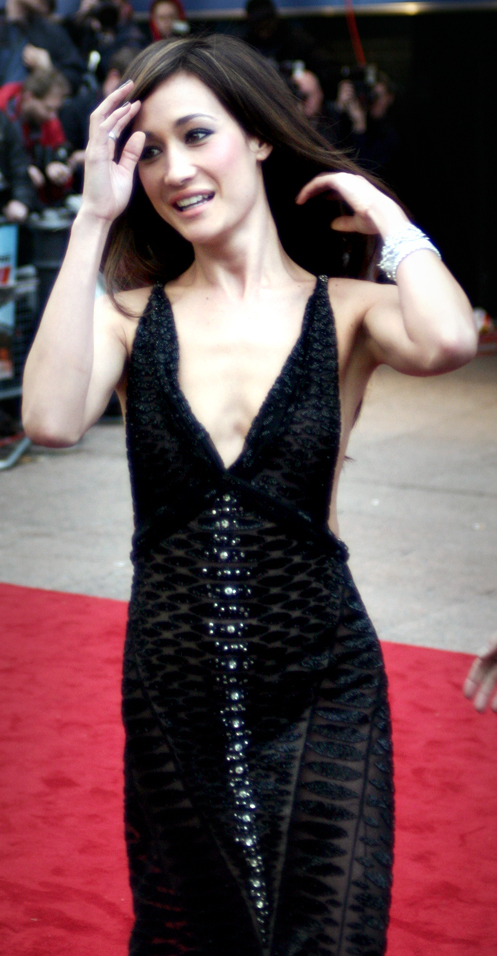
Maggie Q

Maggie Q, de fapt Margaret Denise Quigley, (n. 22 mai 1979, Hawaii, SUA) este o actriță și fotomodel american.
Maggie este fiica unui american și al unei vietnameze, care și-a început cariera de model în Japonia și China. Primul ei rol de actriță l-a avut în 1997, într-un film serial chinez. Uterior a jucat în filmele Rush Hour 2, Naked Weapon, House of Harmony, Earthlings, Mission: Impossible III, Live Free or Die Hard, sau Three Kingdoms: Resurrection of the Dragon și Deception. A jucat alături de actori ca Bruce Willis, Tom Cruise, Ewan McGregor și Hugh Jackman.

## Televiziune
| Anul         | Titlu           | Rol         |
| ------------ | --------------- | ----------- |
| 1998         | House of Dragon | Devine      |
| 2005         | Earthlings      | Co-Producer |
| 2010-present | Nikita          | Nikita      |

## Filmografie
| Anul | Titlu                                                       | Rol                  | Notes                                              |
| ---- | ----------------------------------------------------------- | -------------------- | -------------------------------------------------- |
| 2000 | Model from Hell (鬼名模)                                    | Anna                 |                                                    |
| 2000 | Gen-Y Cops (特警新人類2)                                    | Jane Quigley         |                                                    |
| 2001 | Manhattan Midnight                                          | Susan & Hope (twins) |                                                    |
| 2001 | Rush Hour 2                                                 | Girl in Car          |                                                    |
| 2002 | Naked Weapon (赤裸特工)                                     | Charlene Ching       |                                                    |
| 2003 | The Trouble-Makers (一屋两火)                               | Clary                |                                                    |
| 2004 | Rice Rhapsody (海南雞飯)                                    | Gigi                 |                                                    |
| 2004 | Around the World in 80 Days                                 | Female Agent         |                                                    |
| 2004 | Magic Kitchen (魔幻廚房)                                    | May                  |                                                    |
| 2005 | House of Harmony                                            | Harmony              |                                                    |
| 2005 | Dragon Squad (猛龍)                                         | Yuet                 |                                                    |
| 2005 | Taped                                                       | Maggie               |                                                    |
| 2006 | Mission: Impossible III                                     | Zhen Lei             | Asian Excellence Award for Supporting Film Actress |
| 2006 | The Counting House                                          | Jade                 |                                                    |
| 2007 | Live Free or Die Hard                                       | Mai Linh             |                                                    |
| 2007 | Balls of Fury                                               | Maggie Wong          |                                                    |
| 2007 | The Counting House                                          | Jade                 |                                                    |
| 2008 | Three Kingdoms: Resurrection of the Dragon (三國之見龍卸甲) | Cao Ying             |                                                    |
| 2008 | Deception                                                   | Tina                 |                                                    |
| 2008 | Need for Speed: Undercover                                  | Chase Linh           | Video Game                                         |
| 2009 | The Warrior and the Wolf (狼災記)                           | Harran Woman         |                                                    |
| 2009 | New York, I Love You                                        | Janice Taylor        | On segment "Yvan Attal"                            |
| 2009 | Operation: Endgame                                          | High Priestess       |                                                    |
| 2010 | The King of Fighters                                        | Mai Shiranui         |                                                    |
| 2011 | Priest                                                      | Priestess            |                                                    |